# Biguanida
Chamam-se biguanidas uma classe de fármacos utilizadas como hipoglicemiantes.
As biguanidas, diferentemente das sulfoniluréias não afectam a liberação de insulina, glucagon, cortisol, hormônio do crescimento ou somatostatina (Goodman and Gilman`s). A ação de redução nos níveis de glicose sanguíneo não depende das células beta pancreáticas. Sua ação ocorre em tecidos periféricos e atua inibindo a gliconeogênese (Goodman and Gilman`s). No Brasil, só é dispensado mediante apresentação de receituário médico, uma vez que está sendo comum a estreita relação entre desenvolvimento de doenças afetadas pelo consumo lacteo e o uso de metformina. 

## Principais Usos
- Área hospitalar e institucional.
- Segmento veterinário.
- Laticínios.
- Salas de ordenha.
- Fábricas de alimentos.
- Sistemas de ar condicionado.
- Lavagem de garrafas.

## Biguanidas disponíveis no Brasil
- Fenformina
- Buformina
- Metformina